# Нагейя
Нагейя (лат. Nageia) — род растений семейства Подокарповые (Podocarpaceae).

## Ботаническое описание
Вечнозелёные деревья. Листья крупные, эллиптические или эллиптически-ланцетовидные, супротивные, перекрестно-парные или почти супротивные.

## Таксономия
По информации базы данных The Plant List (на июль 2016) род включает 6 видов:
- Nageia fleuryi (Hickel) de Laub. (1987)
- Nageia formosensis (Dummer) C.N.Page
- Nageia maxima (de Laub.) de Laub. (1987) — Нагейя наибольшая
- Nageia motleyi (Parl.) de Laub. (1987)
- Nageia nagi (Thunb.) Kuntze (1891) — Нагейя Нагиtypus
- Nageia wallichiana (C.Presl) Kuntze (1891) — Нагейя Валлиха